# Augustów
Pour les articles homonymes, voir Augustów (homonymie).
Augustów (lituanien : Augustavas ; biélorusse : Аўгустаў, Awhoustaw) est une ville de la voïvodie de Podlachie, dans le nord-est de la Pologne. Ville de frontière, elle passa successivement de la Lituanie à la Pologne, puis à la Prusse et à la Russie. Elle possède un canal, le canal d'Augustów, et est desservie par le chemin de fer depuis 1899. Sa population s'élevait à 30 728 habitants en 2013.

## Histoire
La ville est mentionnée pour la première fois dans des sources écrites en 1496 et reçoit les droits urbains du roi Sigismond II de Pologne en 1557. Augustów est rattachée au grand-duché de Lituanie jusqu'à la signature de l’Union de Lublin en 1569 entre la Pologne, le grand-duché de Lituanie et la Prusse royale. Par ce traité, la ville échoit au royaume de Pologne, mais la ligne de démarcation fait passer son cimetière sur les terres du grand-duché de Lituanie. En 1656, les envahisseurs Tatars détruisent la ville ; puis dans la seconde moitié du XVIIe siècle, Augustów est ravagée par la peste.
En 1795, lors du troisième partage de la Pologne, le royaume de Prusse annexe Augustów. En 1807, avec la reconquête napoléonienne, elle revient au duché de Varsovie, avant d'être incorporée au royaume de Pologne en 1815. Augustów devient chef-lieu de gouvernement en 1842. La première ligne de chemin de fer connecte Augustów en 1899.
Au cours de la Première Guerre mondiale, l'armée russe mène une contre-attaque victorieuse sur Augustów à la fin 1914. La bataille d'Augustów est un épisode important de la guerre russo-polonaise de 1920. De 1939 à 1941, à la suite du pacte germano-soviétique, l’Armée rouge s'empare de la ville : une partie de la population polonaise est exilée au Kazakhstan ; certains déportés seront autorisés à revenir en 1946. Puis lors de l'opération Barbarossa, la Wehrmacht occupe Augustów jusqu'en 1944. Au total, la Seconde Guerre mondiale entraîne la destruction de 70 % de la ville, et la déportation ou la mort de la plupart des habitants d'avant-guerre, dont une communauté juive de plusieurs milliers de personnes, emprisonnées dans le ghetto, entre le canal et le fleuve. Les Allemands exécutèrent pratiquement tous les Juifs de la ville. En 1945, les Soviétiques menèrent dans les environs la répression d'Augustów, une action spéciale contre les combattants anticommunistes de l’Armia Krajowa.

## Sport
Il s'y déroule une épreuve comptant pour le championnat du monde d'endurance de motonautisme.